# 重庆县
重庆县（越南语：／）是越南高平省下辖的一个县。面积668.01平方千米，2020年总人口70424人。

## 地理
重庆县北接中国广西壮族自治区崇左市大新县，南接广和县和和安县，西接河广县，东接下琅县。

## 历史
2020年1月10日，通携社、申甲社和兑崑社合并为兑阳社，玉钟社并入钦城社，景仙社并入德鸿社，凌烟社并入凌好社，亭明社并入重庆市镇。
2020年2月11日，茶岭县并入重庆县，雄国市镇更名为茶岭市镇。

## 行政区划
重庆县下辖2市镇19社，县莅重庆市镇。
- 茶岭市镇（Thị trấn Trà Lĩnh）
- 重庆市镇（Thị trấn Trùng Khánh）
- 高彰社（Xã Cao Chương）
- 高升社（Xã Cao Thăng）
- 志远社（Xã Chí Viễn）
- 潭水社（Xã Đàm Thủy）
- 亭丰社（Xã Đình Phong）
- 兑阳社（Xã Đoài Dương）
- 德鸿社（Xã Đức Hồng）
- 钦城社（Xã Khâm Thành）
- 凌好社（Xã Lăng Hiếu）
- 玉崑社（Xã Ngọc Côn）
- 玉溪社（Xã Ngọc Khê）
- 丰洲社（Xã Phong Châu）
- 丰稔社（Xã Phong Nậm）
- 光汉社（Xã Quang Hán）
- 光中社（Xã Quang Trung）
- 光荣社（Xã Quang Vinh）
- 知方社（Xã Tri Phương）
- 中福社（Xã Trung Phúc）
- 春内社（Xã Xuân Nội）

## 民族
重庆县境内除京族外，主要民族为岱依族和侬族。

## 经济
重庆县是一个经济以旅游业为主的县。经济主要支柱为旅游业，著名景点有板约瀑布和强熬洞（Động Ngườm Ngao）。除旅游业外，在农业上，全县的板栗较为出名，种植总面积达到200公顷，主要种植地分布在志远、钦城、亭丰、玉溪、丰洲、潭水等社。此外，该县的矿产资源丰富，主产锰矿，主要出口至中国。